# Wolfgang Steinbauer

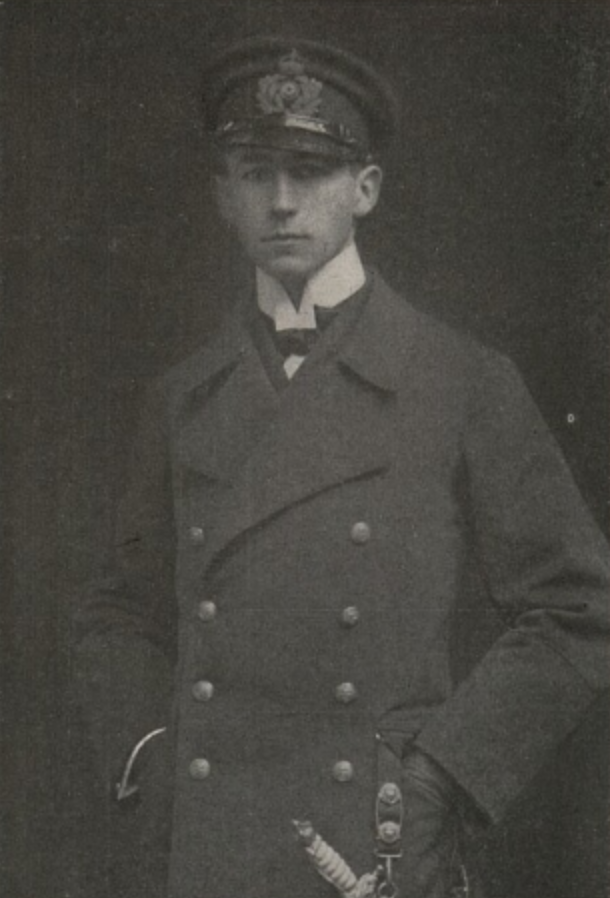
Oberleutnant zur See Wolfgang Steinbauer, 1917.

Wolfgang Steinbauer (* 6. Mai 1888 in Straßburg, Reichsland Elsaß-Lothringen; † 27. Januar 1978 in Köln) war ein Seeoffizier und U-Boot-Kommandant im Ersten Weltkrieg, zuletzt Fregattenkapitän der Kriegsmarine. Er war Träger des Pour le Mérite.

## Leben
Wolfgang Steinbauer trat am 1. April 1908 als Seekadett in die Kaiserliche Marine ein. Er diente erst auf dem Linienschiff Pommern und erhielt am 4. Juli 1914 das Patent zum Leutnant zur See.  Am 19. September 1914 wurde er zum Oberleutnant zur See befördert. Ab Dezember 1914 war er an die U-Boot-Schule kommandiert.

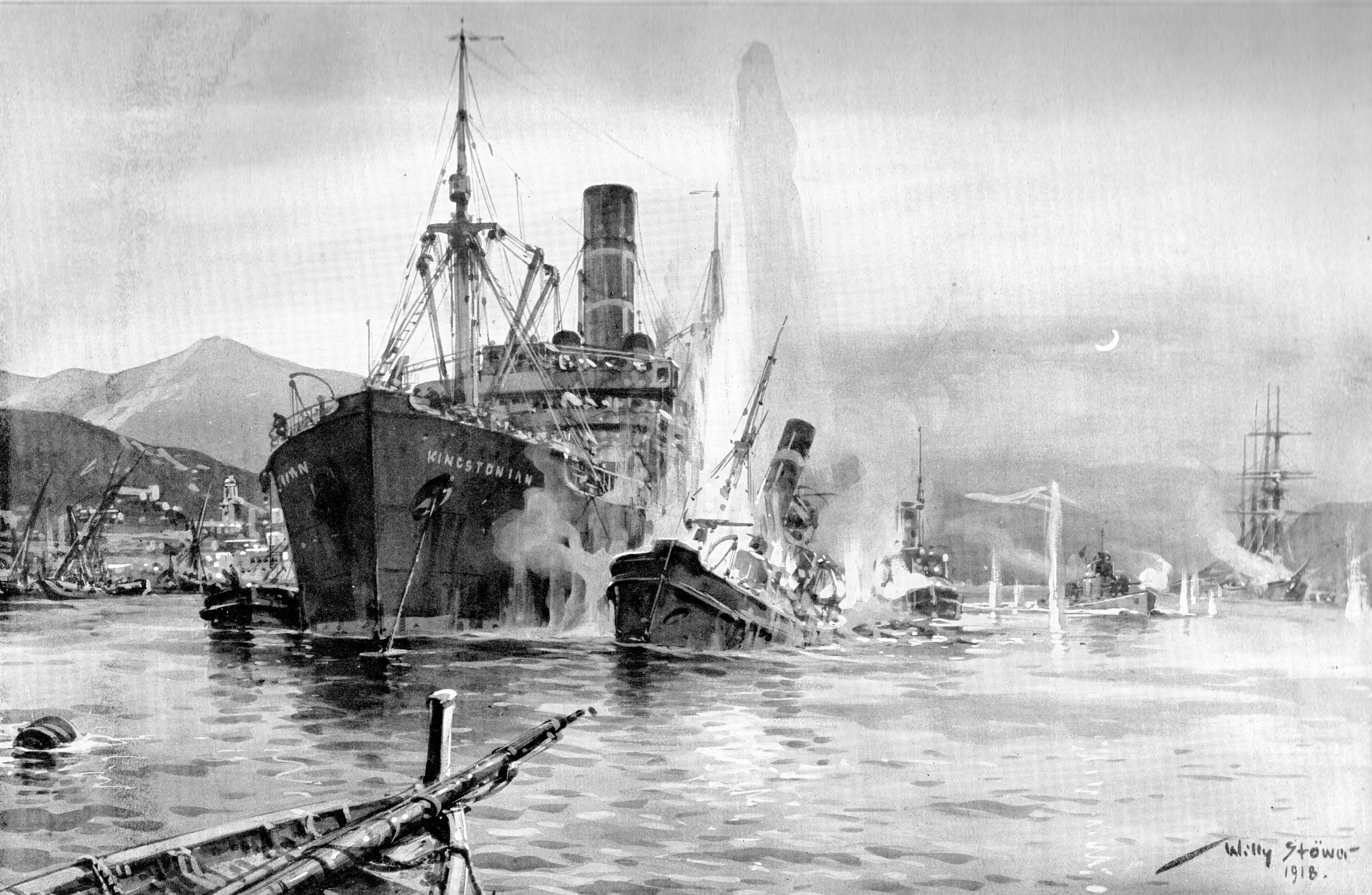
Angriff der UB 48 auf den britischen Dampfer Kingstonian, 29. April 1918.

Von April 1915 an war er als Wachoffizier auf dem Boot U 35. Ab Anfang Juli 1916 war er Kommandant des bei der U-Flottille Mittelmeer neu in Dienst gestellten Bootes UB 47. Mit UB 47 versenkte Steinbauer Anfang Oktober 1916 das Passagierschiff Franconia, wobei 12 der 314 Menschen an Bord starben. Im Dezember 1916 griff er die Sontay an ohne sie aber zu treffen. Ende des gleichen Monats versenkte UB 47 die Gaulois, ein Linienschiff der Charlemagne-Klasse. Mit 18.150 BRT war es das achtgrößte Schiff, das im Ersten Weltkrieg von einem deutschen U-Boot versenkt wurde. Ende März 1917 gab er das Kommando ab. Von Juni 1917 an übernahm er bis Kriegsende das auch neu in den Dienst gestellte Boot UB 48. Ende Januar 1918 wurde die Gotha aufgebracht und versenkt. Im April 1918 drang UB 48 in den italienischen Hafen Carloforte ein und beschädigte den britischen Dampfer Kingstonian. Am 28. April 1918 wurde er zum Kapitänleutnant befördert. Mitte August 1918 wurde durch UB 48 die Balkan versenkt. 417 Personen kamen dabei ums Leben. Ende September 1918 war im Mittelmeer ein Zusammentreffen mit dem von Karl Dönitz kommandierten Boot UB 68 für eine gemeinsame Unternehmung vorgesehen. UB 48 konnte aber nicht pünktlich den Treffpunkt erreichen und Dönitz entschied sich ohne weitere Unterstützung für den Angriff eines Geleitzuges. In der Folge ging UB 68 verloren und Dönitz kam mit der Besatzung in britische Kriegsgefangenschaft.
Am 3. März 1918 hatte Steinbauer das Pour le Mérite verliehen bekommen. Bis 1918 hatte er zusätzlich zum Pour le Mérite das Eiserne Kreuz I. Klasse und das Offizierkreuz 4. Klasse mit Schwertern des Bayerischen Militärverdienstordens verliehen bekommen. Im Ersten Weltkrieg versenkte Steinbauer während 16 Monaten auf Feindfahrt 49 Schiffe mit einer Gesamttonnage von ca. 170.432 BRT.
Nach dem Krieg führte er u. a. eine Sturmkompanie der Marine-Brigade von Loewenfeld.
Mitte Mai 1919 schrieb der Chef des Marine-Personalamtes, Kapitän zur See Theodor Püllen, einen Brief an den noch bestehenden Admiralstab der Marine mit der Bitte um Übernahme einiger namentlich erwähnter Offiziere. Steinbauer taucht darin auf. Letztendlich wollte sich Steinbauer nicht final festlegen. Am 16. Februar 1920 wurde er aus der Marine verabschiedet.
Anschließend soll er knapp 10 Jahre in Argentinien gelebt haben. Dort wurde 1931 auch sein Sohn geboren.
Nach 1934 kam Steinbauer nach Deutschland zurück und kam später zur Kriegsmarine. Von Oktober 1939 bis April 1945 war er Gruppenleiter Marine im Rüstungskommando Köln. Hier wurde er am 1. Juli 1942 zum Fregattenkapitän z. V. befördert. Am 2. August 1945 wurde er aus der Marine entlassen.
Nach Ende des Zweiten Weltkriegs wurde Steinbauer Ordenskanzler der Ritterschaft des Ordens Pour le Mérite.
Steinbauer hatte Kontakt zu Ernst Jünger. Sie waren in Wiesbaden Nachbarn und Steinbauer hatte Jünger vom Angriff im Hafen von Carloforte im April 1918 berichtet. Jünger hatte, nachdem er 1957 Carloforte besucht hatte und Geschichten zum Angriff auf dem Hafen vor Ort vertieft nachvollzogen, Steinbauer später angeboten gemeinsam den Ort zu besuchen. Steinbauer lehnte ab und Jünger schrieb in seinen Tagebüchern, dass er dies verstehen kann, da er selbst auch nicht nach Guillemont zurückkehren würde.